# Alatskivi (rzeka)
Alatskivi (est. Alatskivi jõgi) – rzeka we wschodniej Estonii w gminie Alatskivi. Rzeka ma źródła na zachód od miejscowości Väljaküla. Wpada do jeziora Pejpus na północ od miejscowości Rootsiküla. Ma długość 16,3 km i powierzchnię dorzecza 41,8 km². Przepływa przez trzy niewielkie  jeziora Alatskivi, Kokora Mustjärv i Savastvere.